# Malthinus mraceki
Malthinus mraceki es una especie de coleóptero de la familia Cantharidae.

## Distribución geográfica
Habita en Marruecos.